# گرانستن
گْرانْسْتُن، که در زبان بومی با نام تریوپرت شناخته می‌شود، آبادی کوچکی‌ است در پِمْبْرُکِ‌شایر ولز. این ناحیه پیش‌تر بخشی از بخش دیویسلند بوده و دربرگیرندهٔ جایگاه‌هایی چون لانگلافان و ترگوینت است؛ جایی که آسیاب پشم‌ریسی ترگوینت نیز در آن جای دارد. گرانستون زیرمجموعهٔ منطقهٔ اجتماعی پن‌کایر به‌شمار می‌رود.

## نام
نام ولزی این دهکده، تروپرت، نشان دهنده‌ی ارتباط آن با یک رابرت، احتمالاً رابرت فیتزمارتین اهل جمیس ، است.  در سال ۱۲۹۲ این روستا (به لاتین) «ویلا گراندی» و در سال ۱۵۳۵ «گراندیستون» (مزرعه گراند) نامیده می‌شد، که احتمالاً اشاره‌ای به نام فرانسوی گراند است. 

## تاریخچه
بقایای ماقبل تاریخ در سال ۱۹۲۰ در این بخش مشاهده شد. 
قدیمی‌ترین اسناد کلیسایی مربوط به این کلیسا مربوط به سال‌های ۱۲۹۱ و ۱۳۲۶ میلادی است. این کلیسا پس از انحلال به تاج و تخت پیوست. یک دادگاه اسقفی در گرانستن وجود داشت. 
مساحت این بخش ۱٬۶۳۹ جریب فرنگی (۶٫۶۳ کیلومتر مربع)   . 
تعدادی ساختمان ثبت‌شده در این بخش وجود دارد  و پس از تغییر از بخش‌های مدنی به جوامع، گرانستن بخشی از جامعه پِنْکائِر شد.

### جمعیت
بخش گرانستن در سال ۱۸۳۳، ۱۹۵ نفر جمعیت داشت. 
جمعیت در سال ۱۸۷۲، ۱۵۶ نفر بود که در ۳۱ خانه زندگی می‌کردند.  تجزیه و تحلیل سرشماری سال ۱۸۸۱ نشان داد که چهار نام خانوادگی رایج در این محله (۶۷ نفر از ۱۷۵ نفر جمعیت) دیویس، ایوانز، توماس و ویلیامز بودند. 

## اماکن مذهبی

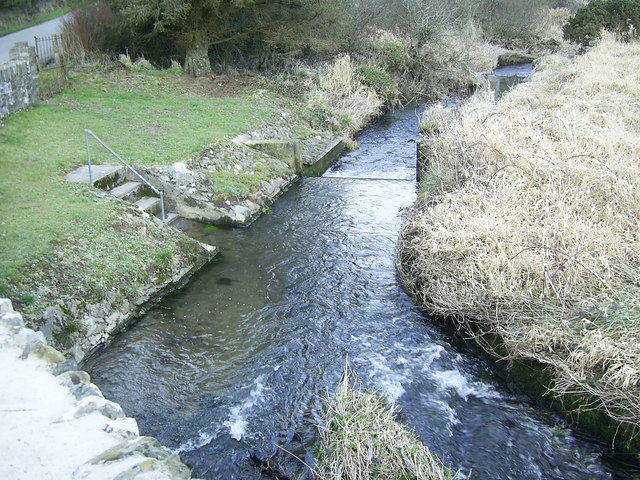
استخر غسل تعمید رودخانه، Pont Llangloffan

این بخش به بخش ماتری و کلیسای وقف‌شده به سنت کاترین (که گاهی کاترین نیز ثبت می‌شود) ضمیمه شد، که یکی از تنها سه کلیسای قرون وسطایی در ولز است که به این قدیس وقف شده است.  وقتی در سال ۱۹۲۰ هیئت سلطنتی از کلیسا بازدید کرد، مشخص شد که در سال ۱۸۷۷ ساخته شده و هیچ نشانه‌ای از ساختار قرون وسطایی آن، به جز یک حوض هشت‌ضلعی که احتمالاً مربوط به قرن چهاردهم است، وجود ندارد.  با این حال، توصیف اسقف‌نشین اشاره می‌کند که پایه‌ها مربوط به قرون وسطی هستند. 
این بخش شامل دهکده‌ی لانگلوفان می‌شود،  که در آن یک کلیسای کوچک باپتیست وجود دارد.  کلیسای اصلی در سال ۱۷۰۶ ساخته شد، در سال‌های ۱۷۴۹ و ۱۷۹۱ مرمت و در سال ۱۸۶۲ بازسازی شد.  در این کلیسا حوضچه غسل تعمید وجود ندارد و غسل تعمید در مکانی که به طور ویژه در غرب کلدو در پونت لانگلوفان، در جنوب دهکده ساخته شده است، انجام می‌شود. لانگلوفان نام یک ملودی سرود ولزی است (آهنگساز ناشناس). 
بایگانی هر دو کلیسا توسط انجمن تاریخ خانواده دیفِد نگهداری می‌شود. 

## ترگوین

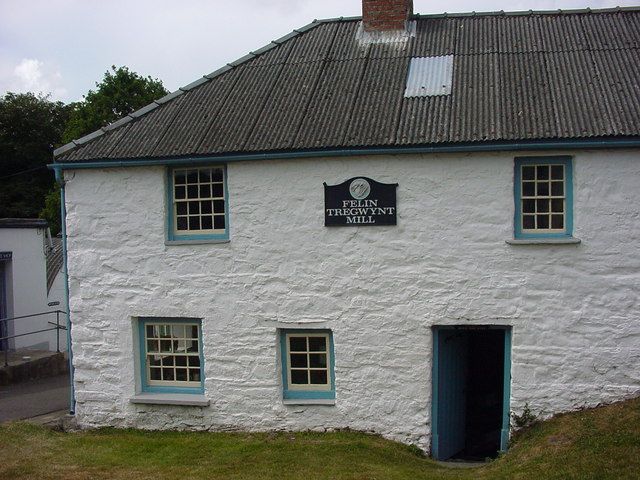
کارخانه پشم‌ریسی ملین ترگوینت

گرانستن شامل املاک ترگوینت می‌شود که اسناد و مدارک او توسط اداره ثبت پمبروکشر نگهداری می‌شود.  در قرن چهاردهم، سر ویلیام هورتون از ترگوینت با وارث قلعه کندلستون ازدواج کرد.  Tregwynt Hoard ، متعلق به جنگ داخلی، در عمارت Tregwynt در سال 1996 پیدا شد. عمارت اربابی فعلی که در فهرست میراث جهانی درجه دو* قرار دارد و الحاقات آن مربوط به قرن هجدهم است. 
آسیاب ترگوینت ( ملین ترگوینت ) به قرن هفدهم میلادی برمی‌گردد، زمانی که به دامداری‌های اطراف خدمت می‌کرد. این شرکت هنوز در حال فعالیت است و حدود 30 نفر را استخدام می‌کند،  و در سال 2012 صدمین سالگرد خود را به عنوان یک کسب و کار خانوادگی جشن گرفت و اکنون برای بازار جهانی پارچه می‌بافد.  این آسیاب در دسامبر ۲۰۱۲ در قسمتی از برنامه «ساخت ولز» شبکه بی‌بی‌سی ۲ به نمایش درآمد. 

## لانگلوفان
دهکده Llangloffan در جنوب Granston است. در نزدیکی سرچشمه رودخانه غربی کلدائو ، مرداب لانگلوفان با ۴۰ هکتار (۹۹ جریب فرنگی)   شامل یک منطقه حفاظت‌شده ملی ۱۵٫۱ هکتار (۳۷ جریب فرنگی)  و یک منطقه مورد توجه علمی ویژه (SSSI)  است. نام لنگلوفان (Llangloffan) به مجموعه‌ای از پنیرهای مزرعه‌ای ولزی داده شده است؛ این برند در سال ۲۰۰۶ توسط شرکت پنیر کارمارتن‌شایر (Carmarthenshire Cheese Company) خریداری شد.

## بیشتر بخوانید
- کاگینز، جولی. تاریخچه کارخانه پشمی Tregwynt . مجله انجمن تاریخی پمبروکشر 21 (2012): 28-34
- کاگینز، جولی. بافتن یک میراث: تاریخچه کارخانه پشم ترگوینت، ۱۰۰ ساله در سال ۲۰۱۲ پمبروکشایر لایف، سپتامبر ۲۰۱۱: ۲۰-۲۱